# Саркисян, Степан Халатович
Степан Халатович Саркисян (арм. Ստեփան Սարգսյան; род. 15 сентября 1962, Шамут, Армянская ССР) — советский борец вольного стиля, чемпион СССР (1988), чемпион Европы (1988), трёхкратный обладатель Кубка мира (1984, 1987, 1989), призёр Олимпийских игр (1988). Заслуженный мастер спорта СССР (1988).

## Биография
Степан Саркисян родился 15 сентября 1962 года в селе Шамут Туманянского района Армянской ССР. В 1976 году его семья переехала в Кировакан, где он начал заниматься вольной борьбой под руководством Акопа Генджяна. В 1981 году выиграл чемпионат мира среди молодёжи. С 1984 по 1990 годы входил в состав национальной сборной СССР. Самым удачным в карьере Степана Саркисяна был 1988 год, когда он становился чемпионом СССР, чемпионом Европы и серебряным призёром Олимпийских игр в Сеуле. В 1990 году завоевал серебряную медаль Игр доброй воли в Сиэтле. В 1991 году завершил свою спортивную карьеру.
В 1998–2002 годах Степан Саркисян был президентом Федерации борьбы Армении, а с 2002 года является её почётным президентом. С 1996 года в Армении проводится международный турнир по вольной борьбе, который носит имя Степана Саркисяна и входит в официальный календарь Международной федерации объединённых стилей борьбы.